# اورتاجالار (آرهاوی)
اورتاجالار (به ترکی استانبولی: Ortacalar) یک منطقهٔ مسکونی در ترکیه است که در آرهاوی واقع شده‌است. اورتاجالار ۳۹ نفر جمعیت دارد.